# Maximien (La Chaussée)
Pour les articles homonymes, voir Maximien.
Maximien est une pièce de théâtre de Pierre-Claude Nivelle de la Chaussée représentée pour la première fois par les comédiens français le 28 février 1738 au Théâtre de la rue des Fossés Saint-Germain, à Paris.

## Signalement
C'est une tragédie en 5 actes et en vers. Elle eut, dans sa nouveauté, 22 représentations et fut l’objet de deux parodies, sous le titre de Grand vaurien ou Maximien de Panard et Parmentier et sous celui de La Conspiration manquée de Riccoboni et Romagnesi.

## Historique
La Chaussée s'inspire d'un sujet déjà traité par Thomas Corneille. Il reprend des personnages historiques comme Maximien, Constantin et Fausta. Aurèle est une transposition de Licine
et Sévère.

## Personnages
- Constantin, empereur d’Occident.
- Fausta, femme de Constantin.
- Maximien, père de Fausta.
- Aurèle, général des armées.
- Maurice, ancien gouverneur et confident d’Aurèle.
- Albin, confident de Maximien.
- Eudoxe, femme de la suite de l’impératrice.
- Pulchérie, femme de la suite de l’impératrice.
- Gardes et suite de Constantin.

## Résumé
La scène est à Marseille, dans le palais de Constantin.